# Harold P. Brown

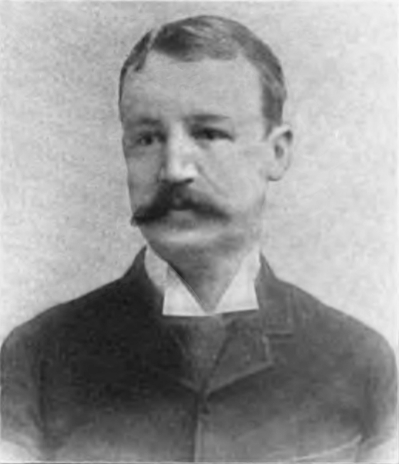
Harold P. Brown in 1895

Harold Pitney Brown was de Amerikaanse uitvinder van de elektrische stoel.
Nadat hij een hoofdartikel in de New York Post had geschreven waarin hij beschreef hoe een jongeman was gedood nadat deze per ongeluk een ongeïsoleerde telegraafdraad met wisselstroom had aangeraakt, werd hij door Thomas Edison ingehuurd om mee te helpen met de ontwikkeling van de elektrische stoel.
In 1886 had de staat New York een comité opgericht dat moest bepalen of elektriciteit een meer humane vorm van executie was dan ophanging. Omdat Edison op dat moment in een heftige concurrentiestrijd met George Westinghouse was verwikkeld, wilde noch Edison, noch Westinghouse dat hun elektrisch systeem gekozen zou worden. Ze vreesden dat consumenten niet hetzelfde type elektriciteit in huis wilden hebben die ook gebruikt werd voor het doden van misdadigers.
Edison zag meteen dat hij Brown goed kon gebruiken om wisselstroom in diskrediet te brengen door te bewijzen dat het wisselstroomprincipe van zijn concurrent veel gevaarlijker was dan zijn eigen gelijkstroomprincipe. Hij ontving Brown dan ook met veel enthousiasme en wees hem toe aan zijn hoofdingenieur Arthur Edwin Kennelly.
Om te bewijzen dat executie met wisselstroom de beste methode was, doodde Brown heel veel dieren, waaronder zwerfhonden, katten, paarden en zelfs een circusolifant (Topsy). De meeste experimenten werden uitgevoerd in Edisons laboratorium in West Orange, maar samen met Edison deed hij ook publieke executies op dieren voor de pers om er maar voor te zorgen dat wisselstroom geassocieerd werd met elektrocutie.
Omdat Edison beslist wilde dat de eerste executie uitgevoerd zou worden met wisselstroom, liet hij in het geheim door Harold Brown wisselstroomgenerators van Westinghouse in de gevangenis installeren. Westinghouse probeerde nog via rechtszaken een einde te maken aan deze vorm van executie, door erop te wijzen dat elektrocutie niet leidt tot een snelle en pijnloze dood, maar zijn beroep werd afgewezen. Op 6 augustus 1890 werd William Kemmler als eerste met de elektrische stoel geëxecuteerd. Dit verliep pijnlijk, daar de eerste poging mislukte en Kemmler pas - 17 seconden later - bij de tweede stroomstoot overleed.